# Waterloo (Ontario)

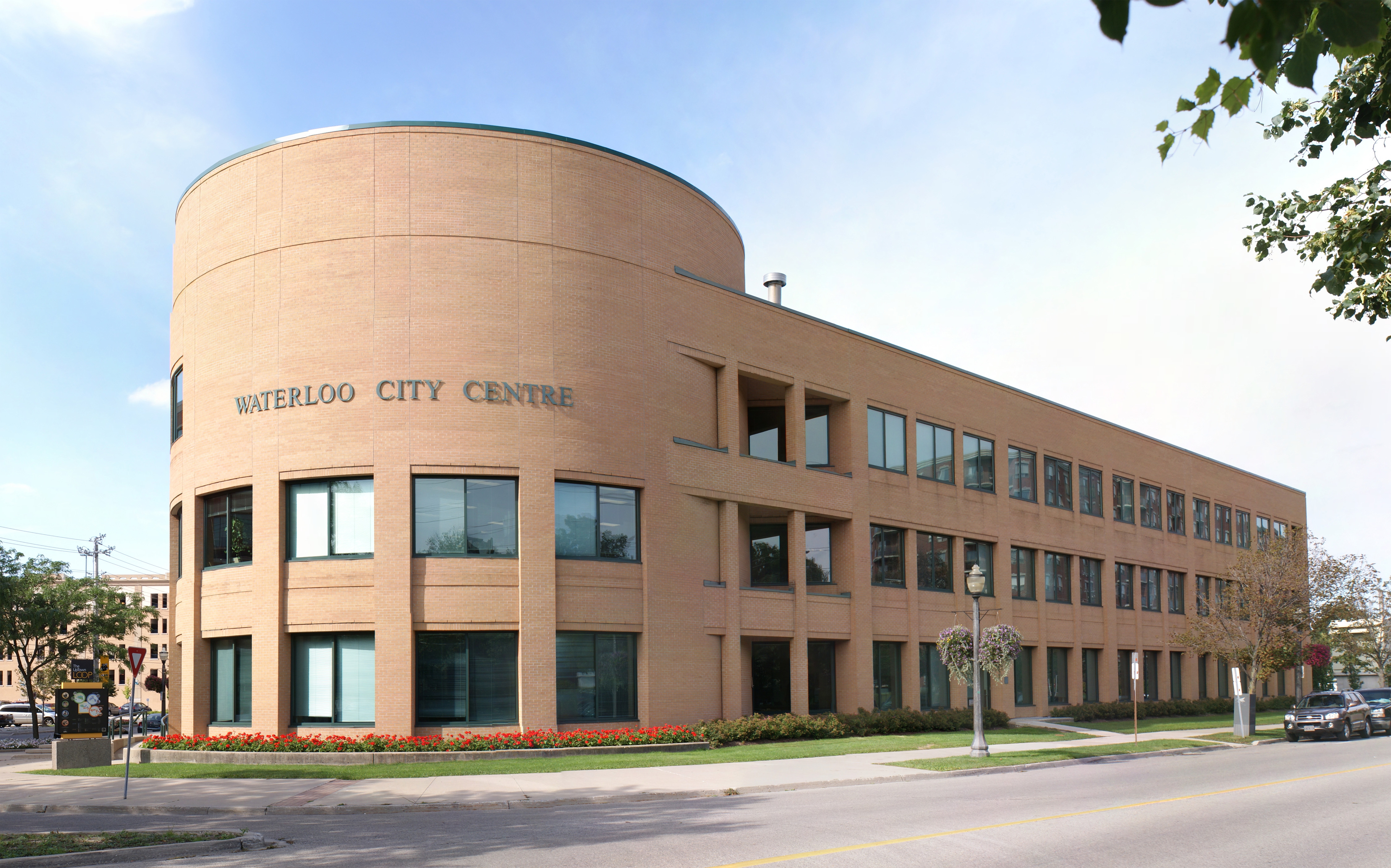
Waterloo City Hall

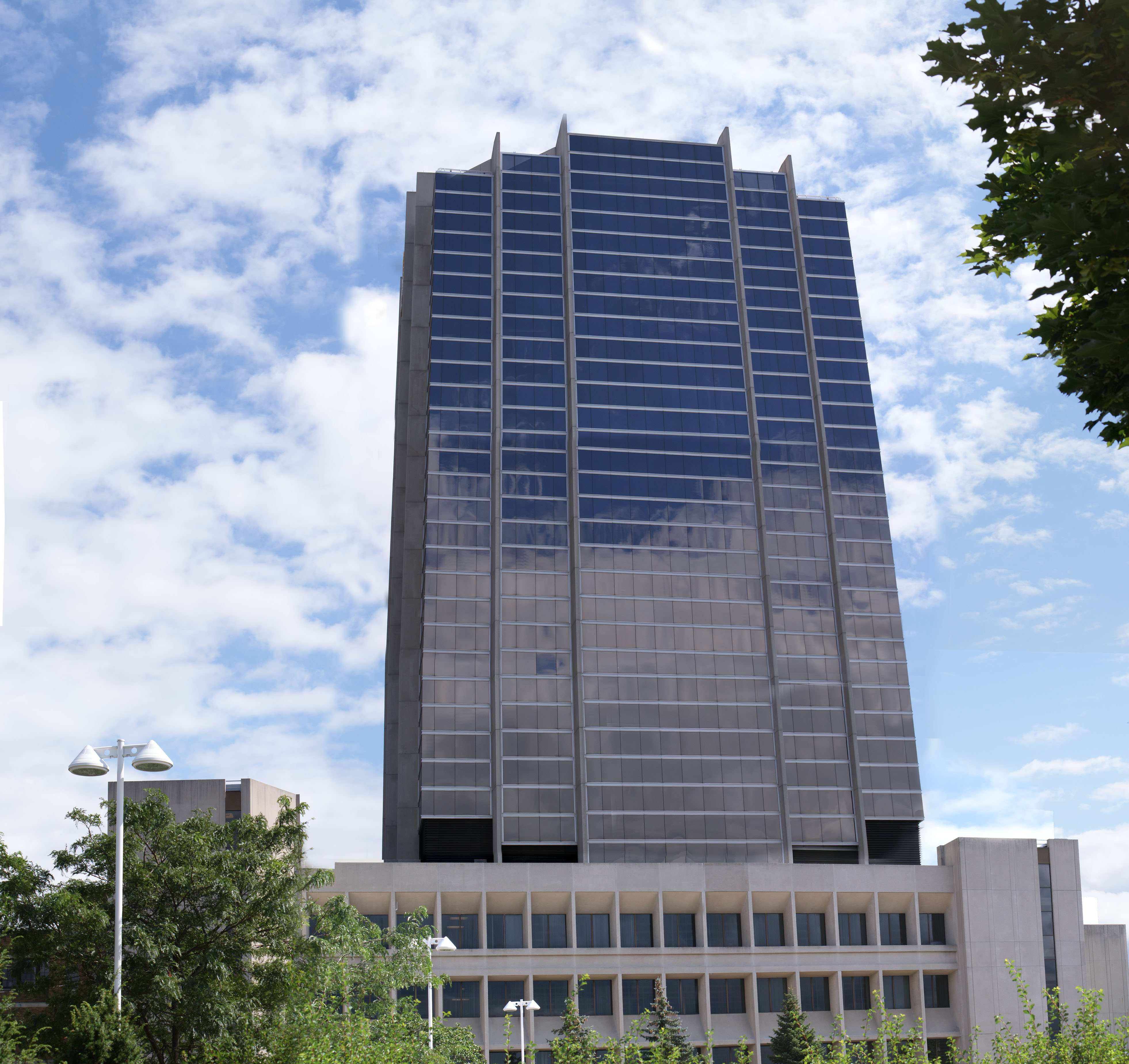
Das Sun Life Financial Building ist das höchste Gebäude in Waterloo.

Waterloo [ˌwɑɾəɹˈluː] ist eine kanadische Stadt, die südwestlich von Toronto liegt und zur Provinz Ontario gehört. Sie ist die kleinste der drei Städte, die zusammen die Regional Municipality Waterloo bilden (Cambridge, Kitchener und Waterloo), und liegt in der Nähe der größeren Stadt Kitchener. Waterloo hat 104.986 Einwohner (Stand: 2016). 
Waterloo ist eine Universitätsstadt, in der sich zwei renommierte Hochschulen befinden: zum einen die Universität Waterloo mit ca. 27.000 Studenten und die Wilfrid Laurier University mit etwa 12.000 Studenten.
Waterloo ist Hauptsitz von Blackberry. Dessen Gründer und ehemaliger Co-CEO Mike Lazaridis stellte 2000 100 Millionen Dollar an Privatmitteln zur Verfügung, um damit das ebenfalls in Waterloo angesiedelte Perimeter Institute for Theoretical Physics zu gründen. 2002 stellte er nochmals mehr als 100 Millionen Dollar zur Gründung des Institute for Quantum Computing zur Verfügung.

## Geschichte
Waterloo wurde 1804 von Mennoniten aus Pennsylvania gegründet. Ein wichtiger Siedler war Abraham Erb, der als Gründer von Waterloo betrachtet wird, weil die zwei Lose des Landes, das er besaß, später den Kern von Waterloo bildeten. 1816, ein Jahr nach der Schlacht bei Waterloo, erhielt die Stadt ihren heutigen Namen. Um die 1840er Jahre siedelten sich viele deutsche Auswanderer in der Nähe einer Ortschaft im Südosten von Waterloo an, die 1833 Berlin genannt wurde. Infolge eines durch antideutsche Stimmungen getriebenen Referendums während des Ersten Weltkrieges wurde der Ort später in Kitchener umbenannt.

## Lage und Klima
Waterloo liegt zentral in der Provinz von Ontario. Die Stadt befindet sich ca. 100 km von Toronto, 80 km von London und Mississauga entfernt. In unmittelbarer Nähe befinden sich die größeren Städte Guelph, ca. 25 km entfernt und Kitchener, welches direkt an Waterloo grenzt.
Das Klima ist vergleichbar mit dem europäischen mit warmen bis heißen Sommern sowie kühlen bis sehr kalten Wintern. Die durchschnittlichen Temperaturen betragen in den Monaten Januar bis März zwischen −7 und −1 °Celsius. In den Monaten April und Juni steigen diese auf 5,8 und 17,3 °Celsius an. Im Juli und September 19,8 und 14,3 °Celsius. In den Sommermonaten können jedoch mehrere Tage die Temperaturen auf über 30 °Celsius ansteigen, welche auch vereinzelt im Oktober auftreten können. Ende September und Oktober fallen die Temperaturen allmählich und erreichen durchschnittliche Tagestemperaturen zwischen 14 und −3 °Celsius.

## Wirtschaft und Infrastruktur

### Überblick
Waterloo hat eine stark forschungs- und dienstleistungsorientierte Wirtschaft. Mehrere größere Versicherungs und High-tech Unternehmen sowie zwei Universitäten befinden sich in der Stadt. Die größten Unternehmen, die in Waterloo ihren Hauptsitz haben, sind Sun Life Financial, die University of Waterloo, Manulife Financial, Blackberry und Wilfrid Laurier University.
Weitere Unternehmen, die ihren Hauptsitz in der Stadt haben, sind: Dalsa, Descartes Systems Group, Maplesoft, MKS Inc., Open Text Corporation und Sandvine. Daneben betreiben die folgenden Unternehmen Forschungs- und Entwicklungslabors in der Stadt: Sybase, Google, Oracle, Intel, McAfee, NCR Corporation, Electronic Arts und Agfa.
Das deutsche Familienunternehmen Handtmann hat in Waterloo eine Service- und Vertriebsniederlassung für den Bereich Füll- und Portioniersysteme.
Die Stadt ist Mitglied im Canada’s Technology Triangle (CTT), einem Verbund von weiteren Städten der Waterloo Region, wie Kitchener und Cambridge, welches die Region internationaler gestalten.

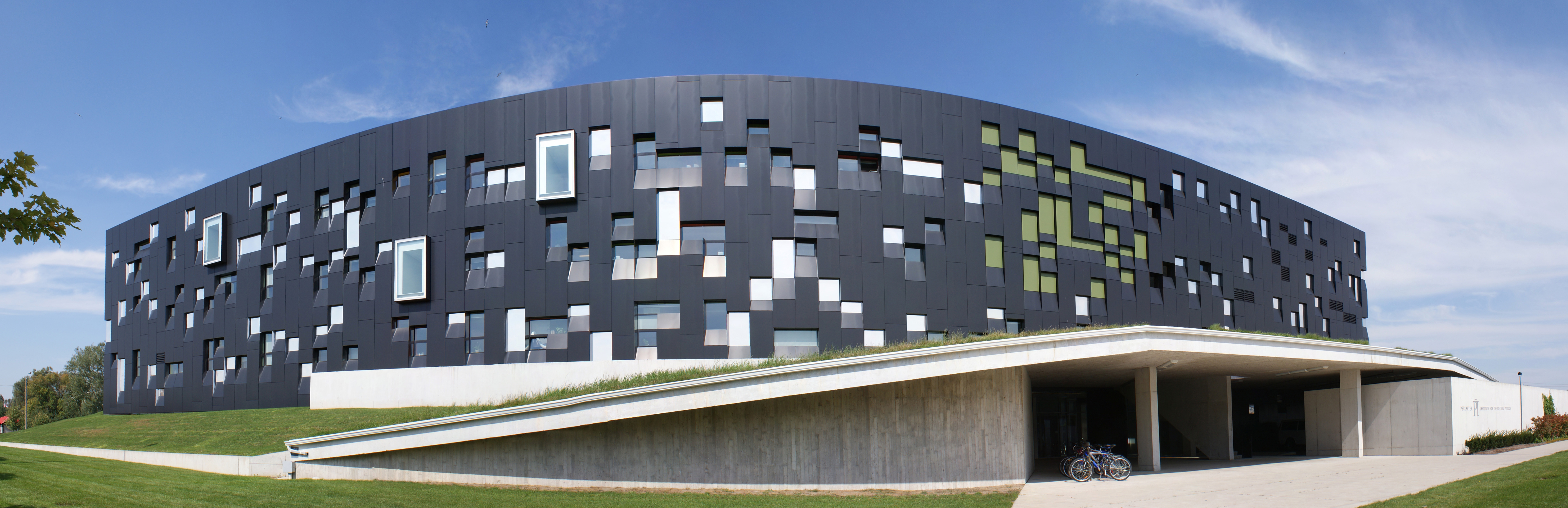
Das Perimeter Institute for Theoretical Physics

### Bildung und Forschung
Neben mehreren Grund- und weiterführenden Schulen sowie zwei Universitäten in der Stadt befindet sich auch das Perimeter Institute for Theoretical Physics, in Waterloo. Das unabhängige Forschungsinstitut befasst sich mit den Grundlagen der Theoretischen Physik und veranstaltet in den Sommermonaten Sommerlager für Schüler.

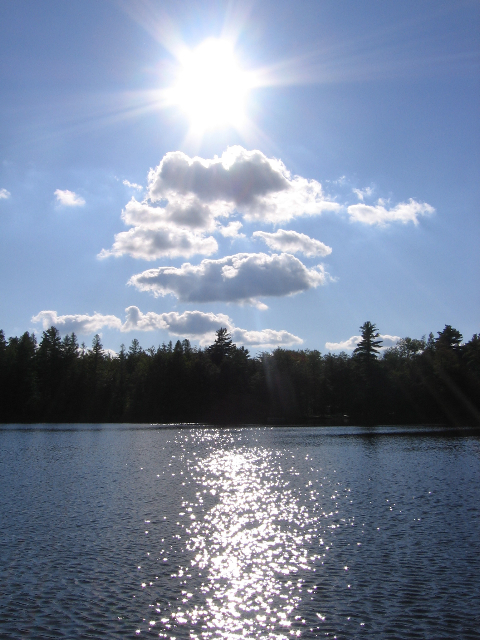
Der Sunfish Lake in der Nähe von Waterloo.

An der University of Waterloo studieren rund 26.000 Studenten an sechs Fachbereichen und können dort ihre Bachelor- oder Masterabschlüsse erlangen. Die Wilfrid Laurier University ist eine kleinere Universität mit rund 12.000 Studenten in vier Fachbereichen.

## Kultur und Sehenswürdigkeiten
In Waterloo befinden sich insgesamt fünf Erholungsparks mit viel Grünfläche sowie sportlichen Einrichtungen. Der RIM Park ist zwei Quadratkilometer groß und beherbergt daneben einen 18 Loch-Golfplatz. Der Waterloo Park befindet sich in der Innenstadt und verfügt über eine Fläche von 45 Hektar. Der Park ist bekannt aufgrund seiner jährlichen Winterdekoration während der Weihnachtszeit, auch bekannt als „Wonders of Winter“. Der 44 Hektar große Bechtel Park verfügt über mehrere Outdoor-Sport-Einrichtungen. Des Weiteren beherbergt dieser einen Hundepark.
Der Grand River fließt östlich an der Stadtgrenze.
Weitere Sehenswürdigkeiten gibt es in Waterloo u. a.:
- Canadian Clay and Glass Gallery
- Centre for International Governance Innovation
- Conestoga Mall, Einkaufszentrum mit 120 Geschäften und Restaurants.
- Elliott Avedon Museum and Archive of Games
- Perimeter Institute for Theoretical Physics
- Waterloo Memorial Recreation Complex
- Waterloo-St. Jacobs Railway

In Kitchener und Waterloo findet alljährlich das größte Oktoberfest außerhalb Deutschlands statt.

## Verkehr

### Straßen und Highways
Der Conestoga Parkway und Ontario Highway 8 verbinden Waterloo mit Kitchener, Cambridge und mit dem Ontario Highway 7 sowie Highway 401.
Waterloo teilt sich mehrere seiner nord-südlichen Straßen mit Kitchener. Dazu zählen (von Osten nach Westen) die Bridge Street, Weber Street, King Street, Westmount Road und Fischer-Hallman Road. Die Regina Street (befindet sich zwischen Weber und King Street) und Albert Street (befindet sich zwischen King Street und Westmount Road) sind die nord-südlichen Straßen die bis zur Stadtgrenze führen.

### Öffentlicher Verkehr
Waterloo verfügt über keine Zugverbindung. Nächster Halt für Züge der Via Rail Canada ist die Nachbarstadt Kitchener. Der Bahnhof ist mit den öffentlichen Verkehrsmitteln über Downtown Kitchener erreichbar.
Die Stadt errichtete eine Straßenbahnlinie nach Kitchener, den Ion rapid transit. Der Probebetrieb mit Bahnen, noch ohne zahlende Passagiere, hat im Dezember 2017 mit 2 Zügen begonnen und der Regelbetrieb 2019.

### Flugverbindungen
Der am nächsten gelegene Flughafen in der Region Waterloo, ist der Waterloo International Airport. Der Flughafen befindet sich ca. 10 km außerhalb von Waterloo. Der Flughafen wurde in den vergangenen Jahren ausgebaut und renoviert, so dass dieser auch von größeren Maschinen angeflogen werden kann. Der Flughafen verfügt über zwei Start/Landebahnen.
Der Flughafen wurde bisher nur von kleineren Maschinen angeflogen, seit kurzem jedoch durch steigende Passagierzahlen, werden auch regelmäßige Verbindungen angeboten. Westjet Airlines hat eine mehrmals täglich Verbindungen von Waterloo nach Calgary mit einer Boeing 737-700 eingerichtet. Seit Juni 2010 bietet WestJet Airlines auch eine Verbindung nach Vancouver an. Bearskin Airlines bietet seit Herbst 2007 planmäßige Flüge zwischen Waterloo und Ottawa. Während der Wintermonate bietet die Sunwing Airlines Verbindungen in die Dominikanische Republik an.

## Persönlichkeiten
- Paul Ballantyne (* 1982), Eishockeyspieler
- Bobby Bauer (1915–1964), Eishockeyspieler
- Isaiah Bowman (1878–1950), Geograph
- Walter Bowman (1870–1948), Fußballspieler
- Bardish Chagger (* 1980), Politikerin
- Brandon Dietrich (* 1978), Eishockeyspieler
- Mike Halmo (* 1991), Eishockeyspieler
- Jim Lorentz (* 1947), Eishockeyspieler und Sportkommentator
- Steven Lorentz (* 1996), Eishockeyspieler
- Mike McDonald (* 1989), Pokerspieler
- Brendan Meyer (* 1994), Schauspieler
- Norbert Mueller (1906–1956), Eishockeytorwart, Olympiasieger
- Andrew Poje (* 1987), Eiskunstläufer
- Christina Schmidt (* 1987), Schauspielerin und Model
- Harvey Sims (1871–1945), Curler, Mitglied der Waterloo Hall of Fame
- Andrew Telegdi (1946–2017), Politiker
- Rachel Thevenard (* 1993), Schauspielerin
- Geoff Ward (* 1962), Eishockeytrainer
- David Wharnsby (* 1967), Filmeditor
- Kyle Wood (* 1996), Eishockeyspieler